# Pfannenberger Einigkeit
Die Grube Pfannenberger Einigkeit war ein Eisenerzbergwerk zwischen Salchendorf und Eiserfeld im südlichen Siegerland. Sie lag auf dem unteren Südhang des Pfannenbergs auf ca. 360 m Höhe und war mit 1338 m Teufe zeitweilig die tiefste Grube Europas. Das im Siegerländer Platt auch „Pammerich“ genannte Bergwerk wurde im April 1962 als letztes im damaligen Kreis Siegen geschlossen und hatte bis dahin 8,551 Mio. t Eisenerz gefördert.

## Gangmittel und Erzvorkommen
Zum Pfannenberger Gangzug gehören die ost-west-streichenden Gangmittel Alter bzw. Junger Weinsmann und Mittelberg, weiter am Ostende Junger Pfannenberg und folgend die Mittel Spatmittel und Spülbütte. Außerhalb der Grube Pfannenberger Einigkeit gehörten die Mittel Kreutzbach im Norden, Bucher Gang, Rinnchen und Arbach im Westen zum Pfannenberger Gangzug.
Die Erzvorkommen der Grube haben sich mit zunehmender Teufe verbessert, im Gegensatz zu anderen Siegerländer Gruben, bei denen sich die Vorkommen auf den mittleren Teufen verloren. Das Gangmittel Mittelberg war knapp 115 m lang und führte 1–4 m mächtigen Spateisenstein. Die Gangmittel Alter Weinsmann und Mittelberg verschwanden zwar bei 100 m Teufe, das Gangmittel Junger Pfannenberg nahm dafür zu. In 300 m Teufe hatte das Mittel eine Mächtigkeit von bis zu 12 m, ab 400 m nahm es wieder ab und verschwand ganz in ca. 700 m Teufe. In den oberen Teufen führte es Brauneisenstein, in größerer Teufe trat bis zu 5 m mächtiger Spateisenstein auf. Der Gang Junger Weinsmann führte genau wie Junger Pfannenberg in oberer Teufe Braun-, mit zunehmender Teufe Spateisenstein und war bis zu 40 m lang.
Das Gangmittel Spülbütte wurde auf allen Sohlen abgebaut. An der Erdoberfläche hatte es eine Länge von 20 m, in 900 m Teufe war es 530 m lang bei einer Mächtigkeit zwischen 3 und 20 m. In 400 m Teufe hatte die Gangfläche ihre größte Ausdehnung mit 4200 m³. In 600 m Teufe betrug die Mächtigkeit des Erzgangs an einer Stelle bis zu 30 m. Auf dieser Sohle betrug die abzubauende Gangfläche 3000 m², in 1020 m Teufe betrug diese Fläche nur noch 1185 m². Durch Untersuchungen fand man das Mittel jedoch versetzt wieder; in 1120 m Teufe betrug die abbauwürdige Fläche 1935 m². Auf der tiefsten Sohle der Grube hatte das Mittel nur noch eine Fläche von 715 m², die Abbauwürdigkeit ging damit zu Ende. Dies bestätigten auch bis zu 150 m tiefere Kernbohrungen. Ausgefüllt war das Mittel durch Spateisenstein mit Kupferkies.

### Mineralien

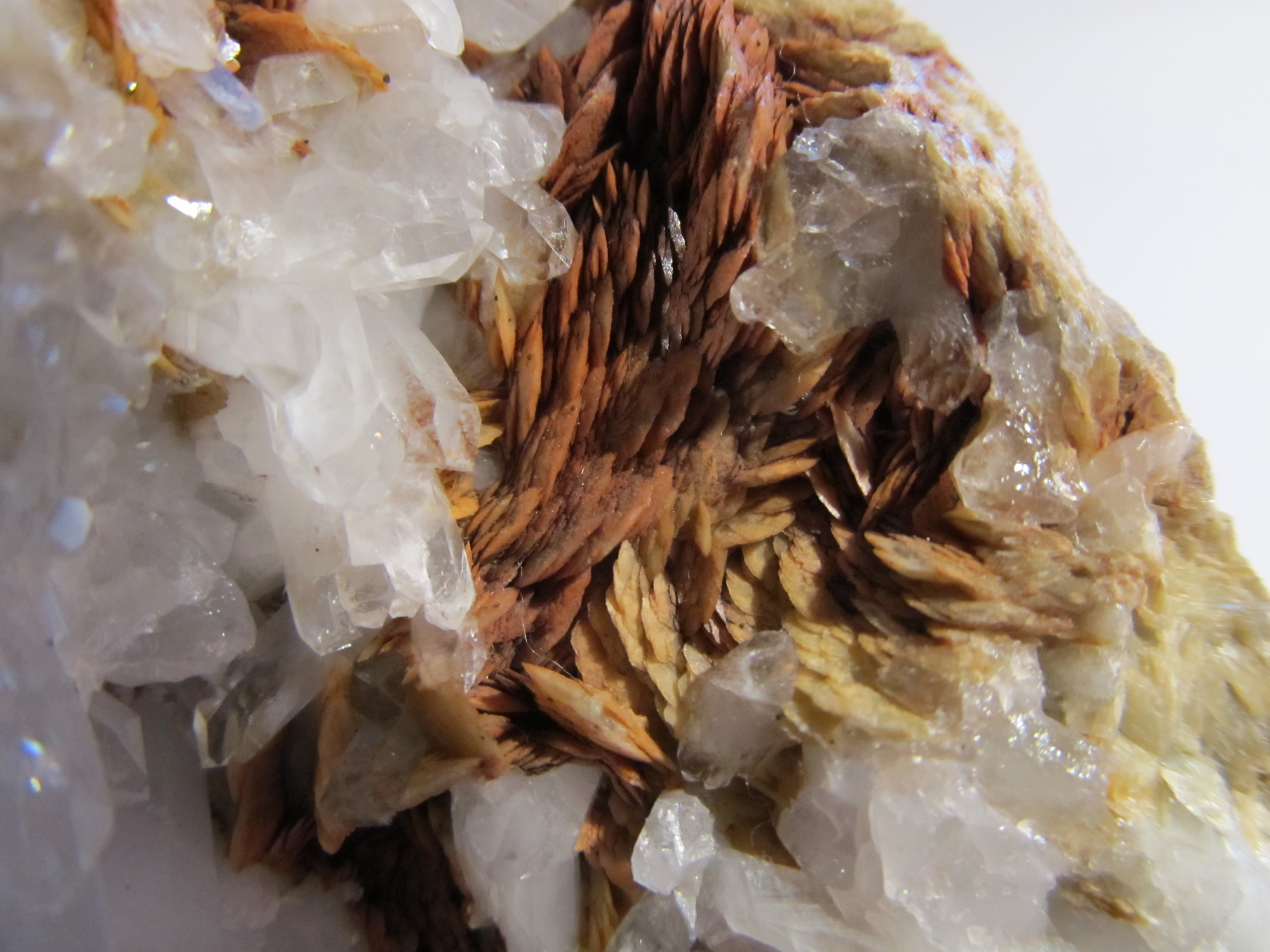
Ein Bergkristall (Quarz) mit Siderit (Spateisenstein) aus der Grube Pfannenberger Einigkeit.

In der Grube Pfannenberger Einigkeit wurden zahlreiche Mineralien gefunden. Im regionalen Umfeld fällt der Name Pfannenberg meist, wenn es um Bleiglanzstufen geht. Die im Bergwerk gefundenen Milleritstufen (Nickelkies) hatten bis zu 4 cm lang ausgebildete Nadeln. Neben diesen fand man Pyrite (Schwefelkies oder Katzengold), Sphalerite (Zinkblende), Antimonite (Antimonglanz), Chalkopyrite (Kupferkies) und Ankerite (Braunspat) auf dem Pfannenberg.

## Gelände und Übertageanlagen
In der Mitte des zum Schluss etwa 70.000 m² großen Grubengeländes lagen die 1923 gebaute Aufbereitungsanlage sowie die anschließenden Röstöfen. Direkt im Anschluss daran stand das Fördergerüst des Hindenburgschachtes und weiter das Fördermaschinenhaus des Schachtes, westlich das Kesselhaus. Südlich des Fördergerüstes lagen die Werkstätten der Grube. Südwestlich davon die um dieselbe Zeit gebaute Verwaltung sowie die Waschkaue. Der modernste Teil der Tagesanlagen (1920–1923) wurde auf einer Halde der Grube errichtet.
Nördlich des Hindenburgschachtes lag das Fördergerüst des Bismarckschachtes sowie südwestlich dessen Fördermaschinenhaus. Östlich der Röstöfen wurde 1956 eine moderne magnetische Aufbereitungsanlage gebaut. Heute dient sie als Lager.
Nordwestlich der 1923 gebauten Aufbereitung wurde 1907 der Gleisanschluss der Freien Grunder Eisenbahn gebaut. Ein viertes Gleis führte südlich an der Aufbereitung vorbei bis zur Zimmerei der Grube am unteren Hang der Halde, wo es sich in zwei Gleise teilte. Dieses Gleis existiert auch heute noch und dient in Fertigungshallen zum Verladen von Coils.
Der nördlich vom Verladebahnhof gelegene Teil der Grubenanlage war der älteste der Grube und existierte nur bis in die 1930er-Jahre. Die alten Aufbereitungs- und Röstanlagen und das Fördergerüst des Alten Schachtes sowie dessen Fördermaschinenhaus (beide 1898 neu errichtet) und die westlich gelegenen Schmieden und nördlichen Werkstätten wurden bis 1932 genutzt und danach abgerissen.
Von den früheren Tagesanlagen existieren heute neben dem roten Hochhaus noch das 1923 gebaute Verwaltungsgebäude sowie die anschließenden Werkstätten und das Fördermaschinenhaus des Hindenburgschachtes. Das Maschinenhaus des Bismarckschachtes wurde in den 1980er-Jahren abgerissen.

## Geschichte

### Anfänge und Zusammenschluss
Ein 450 m langer Pingenzug am Pfannenberg zeugt vom alten Bergbau. Bereits im 18. Jahrhundert wurde hier nachweislich nach Erz gesucht. Ab etwa 1800 begann man am Pfannenberg intensiver danach zu suchen, 1808 wurde der Obere Stollen, 1810 der Tiefe Pfannenberger Stollen in der Nähe des heutigen Reitplatzes angelegt. In diesem Jahr schlossen sich dann mehrere kleine Gruben südlich des Pfannenbergkopfes mit denen am Pfannenberg zur Grube Pfannenberger Einigkeit zusammen:
- Alter Pfannenberg nebst Wüste und Fluchter Pingen (Flucht)
- Alter Weinsmann
- Junger Pfannenberg
- Mittelberg
- Neuer Weinsmann
- Spülbütte

Ab den 1830er Jahren ruhte die Förderung, da das aufgeschlossene Erz über den Oberen Stollen abgebaut war. Erst als 1841 der Tiefe Stollen den Gang erreichte, wurden die Arbeiten wieder aufgenommen. Um 1860 wurde im Tiefen Stollen ein Gang zu den Feldern Ochs samt Streitberg, Neumann und Saalweide getrieben. Bald darauf begann man, Gesenke anzulegen, um tieferes Erz fördern zu können. Das Mittelberger Gesenk im Erzgang Mittelberg erreichte 1863 15 m und eine Gesamtteufe von 31 m. 1875 wurde die Förderung abermals eingestellt.
Bereits 1860 machte man sich daran, nach neuen Wegen zu suchen, um an das Erz zu kommen. Man beteiligte sich am Tiefen Kohlenbacher Stollen, der zur Grube Brüderbund gehörte und erreichte mit einem Flügelort nach 303 m den Erzgang am Pfannenberg.

### Tiefbau und Glanzzeit

Das erste Fördergerüst des Alten Schachtes 1890

Nachdem man die Erzvorräte über Stollen abgebaut hatte und feststellen musste, dass die Entwicklung der Gangmittel positiv war, entschloss man sich, eine Tiefbauanlage zu errichten. Der Alte Schacht wurde ab 1872 abgeteuft und erreichte 1880 bereits die 100-m-Sohle, 1886 die 150-m-Sohle, 1892 die 200-m-Sohle, 1896 die 250-m-Sohle und eine Gesamtteufe von 450 m. 1881 wurde man mit dem 303 m langen Flügelort zum Tiefen Kohlenbacher Stollen durchschlägig, die Förderung kam wieder in Gang. Die Maschinerie, anfangs eine 12 PS starke Zwillingsdampfmaschine, reichte nur bis in 450 m Teufe, zudem hatte man Probleme mit der Wetterführung.
1890 baute man eine Seilbahn über die Höhe zum Bahnhof Kohlenbach der Eisern-Siegener Eisenbahn. Teilmengen des Erzes wurden jedoch weiterhin mit Pferdefuhrwerken nach Herdorf zur Friedrichshütte gefahren. Dies änderte sich mit dem Anschluss an die Freien Grunder Eisenbahn 1907. 1898 wurden das Fördergerüst des Alten Schachtes durch ein neues ersetzt und neue Anlagen gebaut bzw. die alten modernisiert, da man im Jahr zuvor einen hohen Bruttoüberschuss erzielen konnte und dieser zu Investitionen ermutigte.
Während 1872 die Kuxe der benachbarten Grube Arbacher Einigkeit noch mehr Wert hatten als die des Pfannenbergs, war dies 1898 genau umgekehrt. Im November des Jahres beschlossen die Pfannenberger Gewerken, 100 Arbacher Kuxe aufzukaufen. Bereits 1901 wurde Arbacher Einigkeit stillgelegt.
Mittlerweile hatte die Förderung 81.700 t (1899) erreicht und man beschloss, einen zweiten Schacht abzuteufen. Im Jahr 1900 wurde dieser Schacht, der Bismarckschacht, abgeteuft. Er wurde 1903 in Betrieb genommen und sollte später bei einem Durchmesser von 4 m bis auf 907 m in die Tiefe gehen. Folgende Teufen wurden erreicht:
| - 1902: 300 m - 1906: 400 m | - 1908: 450 m - 1912: 500 m | - 1913: 550 m - 1915: 600 m |

| Neuanlagen – Kostenaufstellung im Mai 1920 | Neuanlagen – Kostenaufstellung im Mai 1920                 | Neuanlagen – Kostenaufstellung im Mai 1920 |
| ------------------------------------------ | ---------------------------------------------------------- | ------------------------------------------ |
| 1.                                         | Schachtgerüst / -gebäude                                   | 2.500.000 Mark                             |
| 2.                                         | Aufbereitung                                               | 6.600.000 Mark                             |
| 3.                                         | Fördermaschine / -gebäude                                  | 2.000.000 Mark                             |
| 4.                                         | Luftkompressor                                             | 2.000.000 Mark                             |
| 5.                                         | Elektrische Anlagen                                        | 450.000 Mark                               |
| 6.                                         | Zechenhaus / Waschkaue                                     | 1.800.000 Mark                             |
| 7.                                         | Werkstätten / Magazin                                      | 1.000.000 Mark                             |
| 8.                                         | Kesselanlagen                                              | 3.000.000 Mark                             |
| 9.                                         | Erdbewegung                                                | 1.800.000 Mark                             |
| 10.                                        | Bahnhofumbau / Schrägaufzug                                | 1.550.000 Mark                             |
| 11.                                        | Wasserwirtschaft / Hochbehälter / Kanalisation / Leitungen | 500.000 Mark                               |
| Gesamtkosten                               | Gesamtkosten                                               | 23.000.000 Mark                            |

In den Jahren 1904 bis 1905 wurden die Tagesanlagen modernisiert und ein neues Zechenhaus und ein Wohnhaus errichtet. 1907/08 wurden neue zusätzliche Rostöfen gebaut und das Kesselhaus erweitert. 1912 bzw. 1914 folgten vier weitere Rostöfen. Die Förderung stieg weiterhin bis auf 142.380 t im Jahr 1907. Seine höchste Förderung hatte der Pfannenberg 1913 mit 185.718 t abgebautem Gestein. 1943 erreichte man zwar Höchstleistungen von 210.581 t, doch dabei handelte es sich mehr um Raubbau im Zuge des Zweiten Weltkrieges und nicht um rentablen Abbau. Die rentable Bewirtschaftung der Grube ging schon mit Anfang des Ersten Weltkrieges mehr zurück, das rentabelste Jahr der Grube war das Jahr 1914. Die Förderraten hielten sich bis Anfang der 1920er Jahre fast auf dem Niveau von 1913. Nach dem Ersten Weltkrieg mussten die Aufschluss- und Vorrichtungsarbeiten, die im Krieg zurückgefahren wurden, um die Förderquote halten zu können, nachgeholt werden. Die meisten Gewerken waren über die Rentabilität der Grube verunsichert und verkauften ihre Anteile an Ruhrkonzerne. Die Grube ging daraufhin in den Besitz der Vereinigten Stahlwerke AG und der Klöckner AG über.
Bereits 1912 wurden Pläne entworfen, einen dritten Schacht abzuteufen, doch erst nach dem Besitzerwechsel wurden diese Pläne realisiert. Ab 1920 wurde der Hindenburgschacht abgeteuft, dies war auch von Vorteil, da der Alte Schacht und der Bismarckschacht im Ersten Weltkrieg sehr in Anspruch genommen wurden und ein neuer Schacht nötig wurde. Der neue Schacht hatte einen Durchmesser von 4,5 m und ging 1924 in Betrieb. 1925 erreichte er die 600-m-Sohle, die gesamte Teufe des Hindenburgschachtes erreichte 1032 m. Der Schacht war damit der dritttiefste Schacht im Siegerland nach den Schächten Ludendorf (Neue Haardt) und Füsseberg I.
Im gleichen Jahr wurden die neuen Tagesanlagen fertiggestellt und in Betrieb genommen. Diese bestanden aus einem Fördergerüst und -gebäude mit anschließender Aufbereitungsanlage, einem Fördermaschinenhaus und einem langen Verwaltungsgebäude inklusive Zechenhaus, Waschkaue und Werkstätten.
Nachdem der Alte Schacht 1927 zusammenbrach, wurde sein Fördergerüst 1932 abgebrochen und zwei Jahre später auf der Spitze des Berges als Aussichtsturm wieder aufgebaut (siehe Pfannenbergturm).

### Förderung und Belegschaft
Mit dem Tiefbau stiegen die Förderraten jährlich an, innerhalb von wenigen Jahren verdoppelten sich die Fördermengen. In der Weltwirtschaftskrise in den 1920ern gingen diese Mengen zwar nach unten, jedoch wurde am Pfannenberg als einer der wenigen Gruben fast ohne Betriebsstillstand gefördert. Monateweise wurde ab 1923 nicht oder nur geringfügig gearbeitet, um Kosten zu sparen und so die Krise zu überstehen, die etliche andere Siegerländer Gruben zur Stilllegung zwangen. Für 1885 findet sich eine Angabe zur Kupferförderung der Grube. Diese lag bei 79 t.
Die Belegschaft wechselte mit der Förderung der Grube je nach Wirtschaftslage und Zeit. In den ersten Jahren der Grube waren es etwa 30 Personen. Während 1897 noch 300 Personen auf dem Pfannenberg arbeiteten, gingen die Belegschaftszahlen in beiden Weltkriegen durch Kriegsgefangene und hohe Erznachfrage nach oben. Während der Weltwirtschaftskrise Ende der 1920er sank die Zahl auf gerade mal 76 Personen, 1957 erreichte die Belegschaft nach dem Verbund Pfannenberg-Eisenzeche ihre höchste Zahl mit 991 Mitgliedern.

Beschäftigte der Grube Pfannenberger Einigkeit 1885

|      |      |  |     |     |
| 1897 | 1897 |  | 300 | 300 |
| 1912 | 1912 |  | 708 | 708 |
| 1926 | 1926 |  | 528 | 528 |
| 1930 | 1930 |  | 358 | 358 |
| 1932 | 1932 |  | 76  | 76  |
| 1938 | 1938 |  | 584 | 584 |
| 1942 | 1942 |  | 541 | 541 |
| 1945 | 1945 |  | 723 | 723 |
| 1957 | 1957 |  | 991 | 991 |
| 1960 | 1960 |  | 388 | 388 |
| 1962 | 1962 |  | 319 | 319 |
|      |      |  |     |     |

### Krieg, Neuanfang und Ende
Durch die Kriegsgeschehnisse wurde die Erzförderung 1945 bis auf etwa nur 10.000 t gesenkt. Nach 1945 stiegen die Förderraten nur langsam. Nachholbedarf bestand, wie nach dem Ersten Weltkrieg, in Vorrichtungs- und Aufschlussarbeiten, zudem ließ der Absatz des Erzes noch zu wünschen übrig.
Im Jahr 1950 entschloss man sich, weiter in die Tiefe zu gehen und legte zwei Blindschächte an. Von 960 bis 1338 m, der tiefsten Stelle, wurde ab 1950 ein abgesetzter Hauptschacht angelegt. Dieser Schacht lag knapp 150 m westlich vom Hindenburgschacht. Eine elektrische Fördermaschine war auf der 960-m-Sohle untergebracht. Der zweite Blindschacht wurde in der Nähe des Bismarckschachts angelegt und ging bis auf 1070 m Teufe. Eine Druckluft-Förderhaspel wurde zur Förderung genutzt. Auf der 1045-m-Sohle (17. Sohle) bestand eine Verbindung zur Grube Brüderbund.
Mit der Erzbergbau Siegerland AG wurde 1953 ein Versuch gestartet, durch den Zusammenschluss von Verbundanlagen den Siegerländer Erzbergbau zu retten, die Grube Pfannenberger Einigkeit gehörte ebenfalls dazu.
Nachdem 1953 auf Eisenzecher Zug die Aufbereitungsanlage komplett ausbrannte, wurde ab 1956 Pfannenbeger Einigkeit zur zentralen Aufbereitungsanlage umgebaut, in diesem Zuge wurde 1957 eine neue elektromagnetische Rostaufbereitungsanlage errichtet, die noch heute steht und als Lager genutzt wird. Am 22. Juni 1956 wurde in 800 m Tiefe eine 2,5 km lange Verbindung zur Eiserfelder Grube Eisenzecher Zug fertiggestellt. Diese Maßnahmen im neuen Grubenverbund kosteten 10 Millionen Mark. Es entstand der Verbund Pfannenberg-Eisenzeche, der am 1. Juni 1957 in Betrieb ging. Der Verbund beinhaltete zusätzlich noch den Eisernhardter Tiefbau, der wiederum die Gruben Brüderbund und Mocke beinhaltete. Am 29. Februar 1960 wurde die Abteilung Eisenzecher Zug komplett stillgelegt, nachdem bereits in den Jahren 1957 und 1958 der komplette Eisernhardter Tiefbau vorausging.
Da die Grube keinen Profit mehr abwarf, wurde der Grubenbetrieb am 18. April 1962 um 13:00 Uhr als letzter im Kreis Siegen schließlich eingestellt und die letzten Hunte Erz aus dem Berg geholt. Am 30. Juni wurde die Grube komplett stillgelegt. 359 Grubenarbeiter verloren an diesem Tag ihren Arbeitsplatz. Insgesamt wurden 8,551 Mio. Tonnen Eisenerz gefördert, schätzungsweise 1,5 Mio. Tonnen liegen noch im Berg.
Die Schächte wurden nach der Betriebseinstellung größtenteils verfüllt und liegen nun unter Fertigungshallen. Heute hat sich dort ein Industrieunternehmen der Schäfer Gruppe angesiedelt, das in und um die alten Gebäude der Grube herum gebaut hat. Einzig das rote Hochhaus, die 1957 gebaute Erzaufbereitung, erinnert noch an den Grubenbetrieb.

## Technik

### Fördertechnik und Aufbereitung

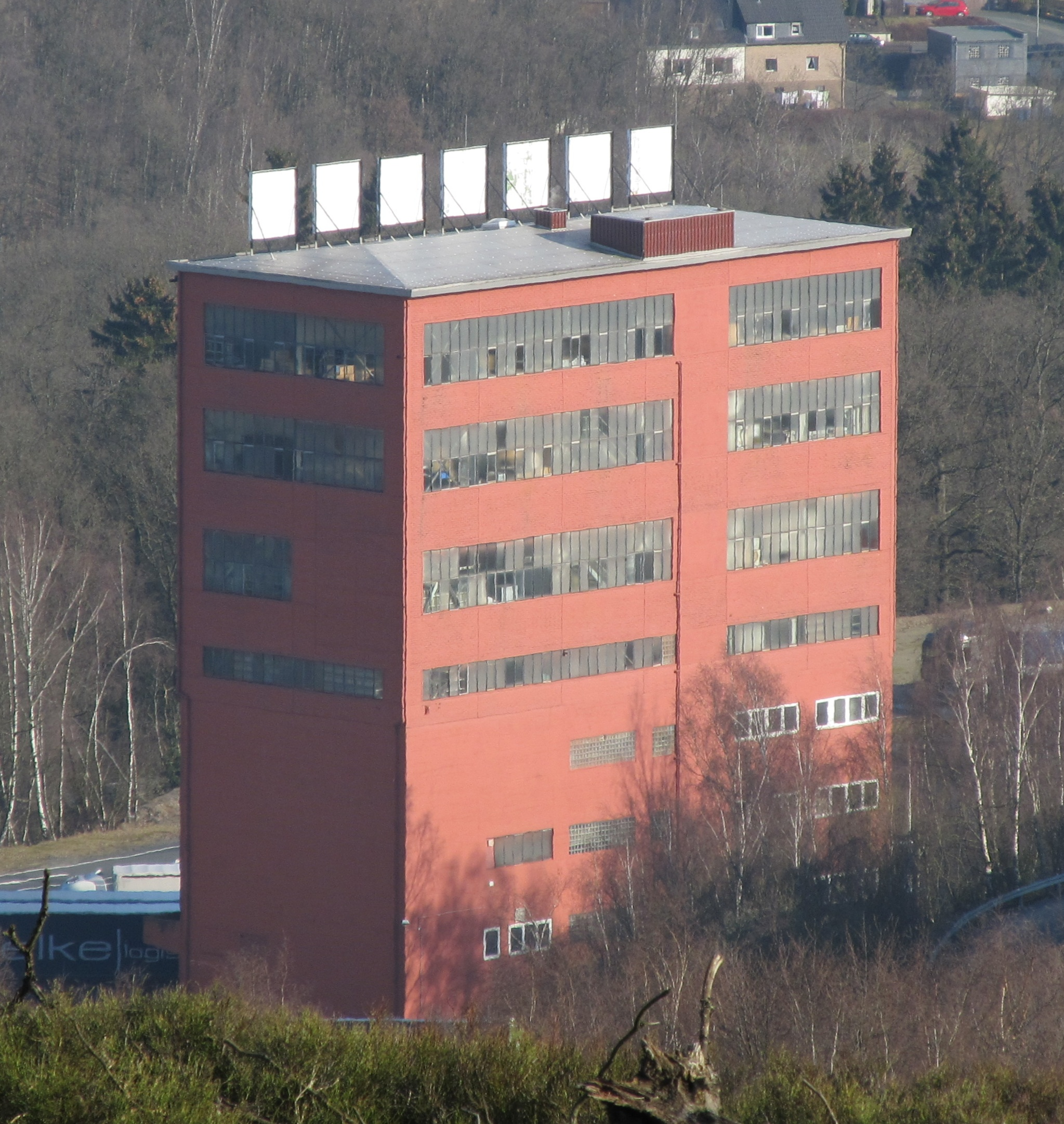
Die 1957 erbaute Aufbereitungsanlage, heute „Rotes Hochhaus“ genannt.

Die Fördermaschinen der Schächte wurden mit Dampf betrieben. Die Förderkörbe des Alten Schachtes hatten zwei Etagen, die jeweils mit einem Grubenwagen beladen wurden. Im Bismarckschacht konnten die Förderkörbe mit je zwei Wagen bestückt werden. Eine 500 PS starke Trommelfördermaschine diente als Antrieb. Durch gegenläufige Seilanbringung wurde immer ein Förderkorb hochgezogen und einer runter gelassen. Auf der 900-m-Sohle wurde für den 1950 abgeteuften Blindschacht eine kleine druckluftbetriebene Trommelfördermaschine installiert.
Um eine bessere Förderleistung zu erzielen, stattete man die Förderkörbe des Hindenburgschachtes mit drei Etagen aus, die jeweils mit zwei Grubenwagen beladen werden konnten. Im Maschinenhaus des Schachts war dessen Fördermaschine untergebracht. Diese war 800 PS stark und mit einer Koepe-Scheibe ausgestattet. Das Seil wurde nicht auf und abgewickelt, sondern nur umgelenkt. Der mit 6 t beladene Förderkorb fuhr mit einer maximalen Geschwindigkeit von 18 m pro Sekunde (entspricht ca. 65 km/h), so konnten stündlich etwa 130 t Eisenerz gefördert werden. Auf der 1020-m-Sohle wurde für den abgesetzten Hauptschacht eine Fördermaschine mit Koepe-Scheibe aufgestellt. Die Förderkörbe konnten wie im Hindenburgschacht selbst auf drei Etagen je zwei Förderwagen aufnehmen.
In der Aufbereitung wurde das geförderte Erz sortiert und klassiert. Um Kosten zu sparen, wurde das Erz ganz oben in die 1923 gebaute Aufbereitung gekippt und von oben nach unten bearbeitet. In einem Backenbrecher wurde das Gestein auf eine Korngröße von <35 mm zerkleinert. Danach wurde das Gestein gewaschen. Frauen (die so genannten „Erzengel“) sortierten sichtbares taubes Gestein und Buntmetall aus, verwachsenes Erz wurde weiter zerkleinert und im Sink-Schwimm-Verfahren getrennt. In mehreren Setzmaschinen setzte sich das schwerere Eisenerz zuerst ab und konnte dadurch getrennt werden.
Das aufbereitete Erz wurde mit Kipploren zur Röstung gefahren. Dort wurde es auf 700 °C erhitzt, der Eisengehalt wurde von 40 % auf 60 % erhöht. In der Rostaufbereitung, die 1957 in Betrieb genommen wurde, konnte man noch das restliche verwachsene Erz trennen, da es jetzt magnetisch war. Nach der Aufbereitung wurde das Erz im nahen Verladebahnhof auf Waggons der Freien Grunder Eisenbahn verladen.

### Wasserhaltung und Wetterführung
Der Wasserzufluss am Pfannenberg betrug pro Minute etwa 1 m³, ab 1956 mit Brüderbund und Eisenzecher Zug sogar 2,8 m³ Wasser pro Minute, das bedeutete einen jährlichen Zufluss von ca. 525.000 m³ bzw. 1.470.000 m³ Wasser. Neben dem Pumpenraum auf der tiefsten Sohle (1270 m) befand sich der so genannte „Pumpensumpf“, in dem sich das anfallende Grubenwasser sammelte. Das Wasser aus dem Schacht wurde im „Schachtsumpf“ gesammelt und über elektrische Tauchpumpen ebenfalls in den „Pumpensumpf“ gepumpt. Im Pumpenraum förderten elektrisch betriebene Kreiselpumpen das Wasser auf die 1020-m-Sohle in einen „Pumpensumpf“. Von dort aus wurde es bis zur 750-m-Sohle gepumpt. Dort wurde es durch einen Elektromotor mit 330 kW Leistung auf die 100-m-Sohle gepumpt, damit es über den Kohlenbacher Stollen zwischen Eisern und Eiserfeld ablaufen kann. Gesammelt wurde es dann im Kohlenbacher Weiher, bevor es in die Sieg geleitet wurde. Das Wasser hatte durchweg eine Temperatur von 25 °C, wodurch der Weiher nie zufror. Die Wartung und Aufsicht der Technik übernahm der Pumpenwärter.
„Wassertüren“ hielten in stillgelegten Betriebspunkten oder -bereichen den Wasserzulauf auf. Die Türen bestanden aus einer Betonausgießung mit Stahltür und einem Wasserabfluss (Rohr) mit Ventil. Die Wassertüren am Pfannenberg waren:
- 450 m: Richtung Arbach (Salchendorf)
- 800 m: Richtung Eisenzecher Zug (Eiserfeld)
- 960 m: Richtung Rühltal / Reifenberg (Neunkirchen)
- 1045 m: Richtung Brüderbund (Eiserfeld)

Durch die Temperaturzunahme von ca. 3 °C pro 100 m in die Tiefe musste ständig für Frischluft auf den Sohlen gesorgt werden. Auf der 1270-m-Sohle herrschte eine Temperatur von über 40 °C. Die Frischluft („Wetter“) wurde durch den Hindenburgschacht bis auf 1020 m und von dort aus über den abgesetzten Blindschacht auf 1270 m geführt. Damit die Luft erstmals nach ganz unten gelangte und kein „Kurzschluss“ in der Bewetterung eintrat, wurden im Hindenburgschacht alle Sohlen mit luftdichten Türen verschlossen. Diese öffneten und schlossen für die Erzförderung automatisch. Über die Sohle verteilte sich die Luft in alle Betriebspunkte und über Überhauen bis in die oberen Sohlen sowie über den Bismarckschacht nach draußen. Auf den meisten siegerländer Gruben waren Ventilatoren nötig, um den Wetterstrom aufrecht zu halten, dies war am Pfannenberg nicht der Fall. Ausnahmen waren nur die Strecken nach weiter weg gelegenen Gruben, wie z. B. die Versuchsstrecken Rühtal und Reifenberg oder die Verbindungsstrecke zu den Gruben Eisenzecher Zug und Brüderbund. Durch Lüftungsrohre wurde dort die Bewetterung geschaffen.

### Erzabtransport

Verladebahnhof um 1910

Die Erze der Grube Pfannenberger Einigkeit wurden ab 1890 über eine etwa 1,8 km lange Seilbahn transportiert. Diese führte in Richtung Norden über die „Gelbe Höhe“ an der Grube Brüderbund vorbei zum Kohlenbacher Bahnhof in Eiserfeld und damit an die Eisern-Siegener Eisenbahn.
Ab 1905 wurde eine neue Verbindung geplant. 1907 kam mit dem Eisenbahnanschluss der neuen Freien Grunder Eisenbahn ein neuer Abschnitt in der Geschichte der Grube. Dazu wurden die Gleise etwa 2,5 km am Arbach entlang durch das Tal gelegt und im oberen Talabschnitt eine Spitzkehre angelegt. Von dieser verlaufen die Gleise in einem Bogen südwestlich in Richtung Grube. Der Bahnanschluss bestand anfangs aus zwei Gleisen, die bis zu den Röstöfen führten. Eine zusätzliche, provisorische Verladeeinrichtung ergänzte den Bahnhof.
1911 wurden Teile der nun nicht mehr benötigten Seilbahn an die Gewerkschaft Große Burg in Altenseelbach verkauft. Der Bahnhof wurde 1923 nach dem Abteufen des Hindenburgschachtes und dem Bau der neuen Grubenanlagen auf drei Gleise vergrößert und ausgebaut. Zusätzlich führte ein Gleis an der 1957 gebauten Aufbereitung vorbei zum Sägewerk der Grube.

## Konsolidationen
Als im Jahr 1900 die Grube Arbacher Einigkeit unterhalb der Grube schloss, kaufte der Pfannenberg die meisten Kuxe der Grube auf. Man versprach sich, in den Gängen noch Eisenerz zu finden. Ein Durchbruch von einem Stollengang des Pfannenbergs auf einen der Grube Arbach folgte, dann teufte man einen Blindschacht auf 550 m ab. 1936 waren die wenigen Vorräte im Arbacher Grubenfeld abgebaut und man schloss die Grube endgültig.
Die Gruben Eisenzecher Zug und Eisernhardter Tiefbau wurden ab 1957 als Betriebsabteilungen der Grube Pfannenberger Einigkeit geführt. Nachdem im Juni die unterirdische Verbindung zur Eisenzeche fertig gestellt worden war, wurden auf dem Pfannenberg auch die Erze der anderen Gruben aufbereitet, da 1953 die Aufbereitungsanlage der Grube Eisenzecher Zug abbrannte und nicht wieder errichtet wurde.
Neben den großen Konsolidationen gab es etliche kleine Gruben, die zum Betrieb am Pfannenberg dazu gehörten. Dies waren zum Beispiel:
| - Albertsglück, Eiserfeld - Apollo, Salchendorf - Kreuzbach, Salchendorf | - Minerva, Salchendorf - Neumann, Salchendorf - Rinnstein, Salchendorf | - Streitberg, Salchendorf - Toul, Salchendorf - Wilhelmine, Eiserfeld |